# 新和硕特旗
新和硕特旗，清代蒙古旧旗名。随土尔扈特东归的一部分和硕特人游牧于哈弼察克（一称哈布塔克、哈密察克，哈弼察克河为布尔根河支流），这部分和硕特人专称“新和硕特”。
乾隆三十七年（1772年），和硕特台吉巴雅尔拉湖族人蒙衮（蒙滚）率属众归清，授一等台吉，归属新土尔扈特右翼旗（沙喇扣肯贝子旗），以新和硕特部置一佐领，驻地在今蒙古国巴彦乌列盖省布尔根县西北。次年，蒙衮死。乾隆五十七年（1792年），部落因不堪忍受沙喇扣肯虐待，移至与杜尔伯特相近的哈弼察克游牧。牧地东起扎哈沁，南、西皆与新土尔扈特相接，北连阿尔泰乌梁海。
嘉庆元年（1796年），给札萨克印，自为一旗，不食俸，不设盟，直辖于科布多参赞大臣，统于乌里雅苏台定边左副将军。嘉庆四年（1799年），蒙衮之子布延希克被授为札萨克一等台吉，并与新土尔扈特（青塞特奇勒图盟）两旗一同游牧。光绪三十二年（1906年）改属阿尔泰办事大臣。1912年该地被外蒙古军队占领，新和硕特因在阿尔泰山分水岭东侧，此后一直被蒙古统治。1914年中华民国北京政府名义上将其划归阿尔泰区域。1919年北洋军占领外蒙古的同年，改隶新疆省阿山道。1921年地入蒙古国，1931年後原轄境划入现科布多省布尔干县境内。